# Peter Schwinghammer
Peter Schwinghammer (ur. 2 września 1960) – niemiecki skoczek narciarski reprezentujący RFN. Najlepsze wyniki w Pucharze Świata osiągnął w sezonie 1981/1982, kiedy zajął 42. miejsce w klasyfikacji generalnej.

## Puchar Świata w skokach narciarskich

### Miejsca w klasyfikacji generalnej
- sezon 1981/1982: 42.